# Dyn'Aéro

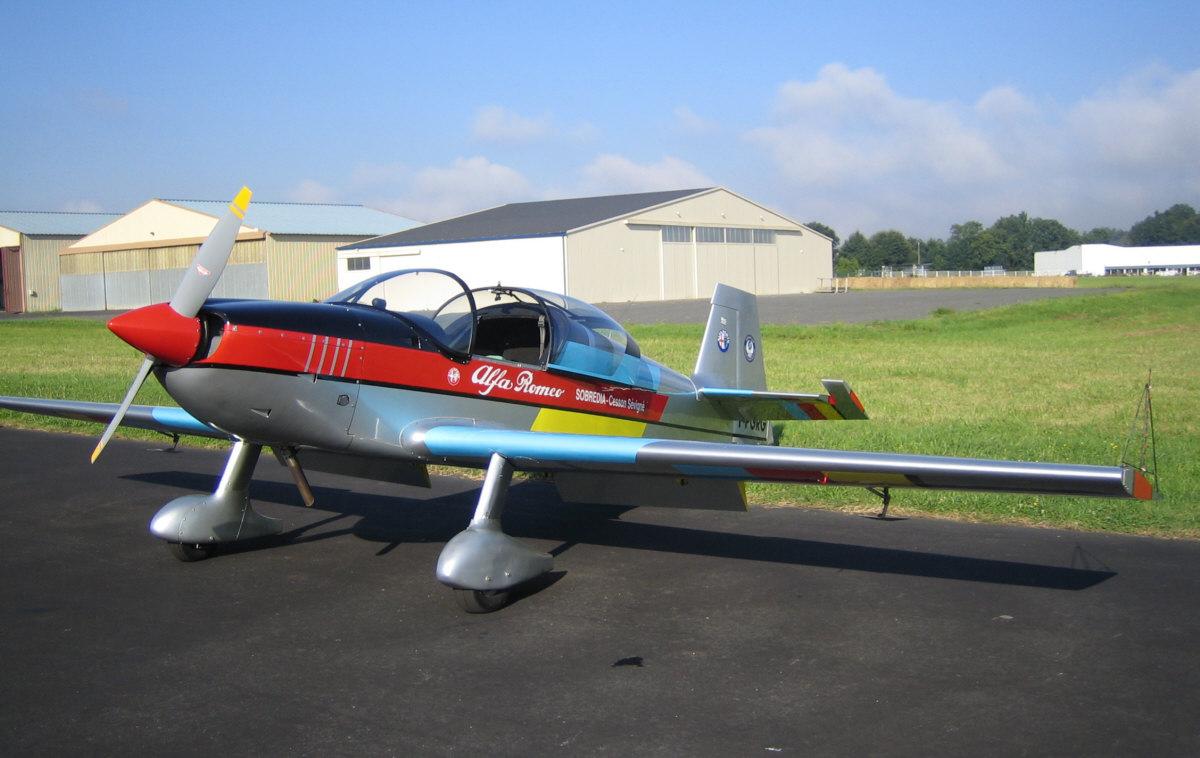
Dyn'Aéro CR100.

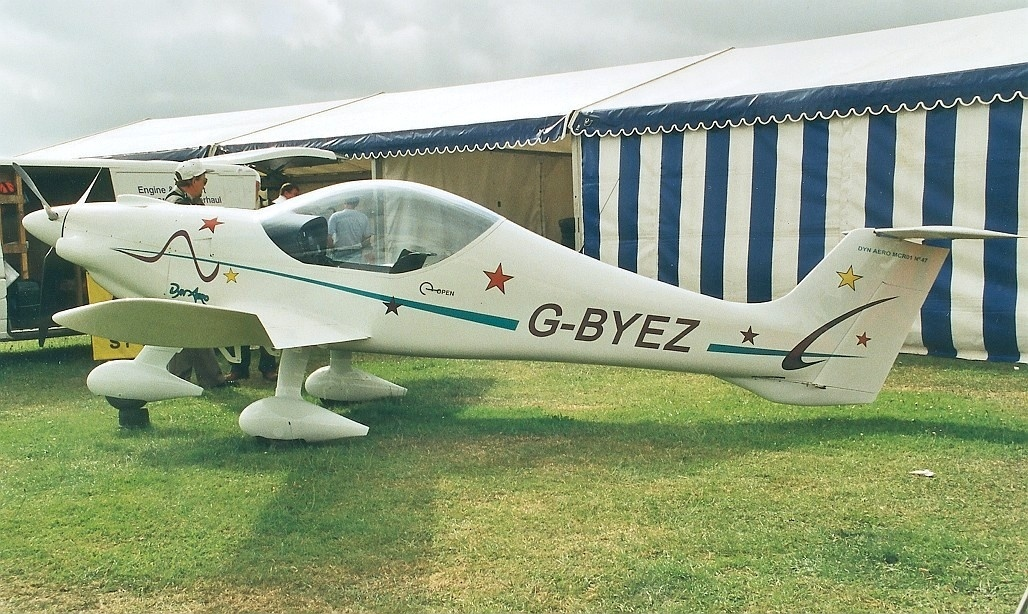
Dyn'Aéro MCR 01 Club.

Dyn'Aéro / Aupa est un ancien constructeur français d'avions légers fondé à Darois (Côte-d'Or) en 1992. La société a cessé ses activités en 2016.

## Histoire
Dyn'Aéro a été fondée à Darois (Côte-d'Or) en octobre 1992 par Christophe Robin (fils de Pierre Robin, des Avions Pierre Robin).
La société a notamment produit la série MCR, dérivée du MC100 développé par Michel Colomban.
Les avions Dyn'Aéro sont en matériaux composites, vendus montés en usine ou sous forme de kits à assembler.
La société possède une filiale, Dyn'Aéro Ibérica, à Ponte de Sor au Portugal depuis juillet 2001.
La société a été rachetée en mars 2012 par le Groupe AK puis intégrée à la société Aupa. Elle a produit 650 avions en vingt ans,.
Elle a transféré ses activités de Darois vers Pau (Pyrénées-Atlantiques) en août 2013.
Dyn'Aéro a cessé la fabrication d'avions montés en usine en 2015 et a signé un contrat avec la société SE Aviation située à Pontarlier pour l'assistance et la maintenance de la flotte de MCR.
Dyn'Aéro a cessé ses activités en 2016.
SE Aviation a racheté les moyens de production et les droits de propriété industrielle de Dyn’Aéro en 2018.

## Avions
La société a produit plusieurs modèles dont :
- Dyn'Aéro MCR 01 (version ULM : ULC) ;
- Dyn'Aéro MCR 4S (version ULM : Pick Up) ;
- Dyn'Aéro CR100 / CR110 / CR120 ;
- Dyn'Aéro Twin-R.